# Sunshine Nan
Sunshine Nan è un film muto del 1918 diretto da Charles Giblyn. La sceneggiatura è tratta dal romanzo Calvary Alley di Alice Hegan Rice. L'interprete femminile del film fu Ann Pennington, stella della rivista musicale di New York e delle Ziegfeld Follies.

## Trama
Nonostante sia povera e viva in un vicolo squallido vicino alla cattedrale, Nance Molloy ha un carattere solare ed ottimista che le guadagna il soprannome di Sunshine Nan. Quello che la mette nei guai, però, è la sua propensione ad attaccar briga con i ragazzi del coro della chiesa, guidati da MacPherson Clark. Dopo una lite, lei e l'amico Dan Lewis vengono inviati al riformatorio, dove i due ragazzi restano per cinque anni. All'uscita, Nan trova lavoro come stenografa dal vecchio Clark, il padre di MacPherson mentre Dan, che ha studiato chimica, viene assunto nel laboratorio della fabbrica. Il giovane sviluppa la formula di un processo di tintura che potrebbe renderlo ricco ma MacPherson, che ha bisogno di soldi, vuole farsi passare lui come l'inventore presso il padre. Nan lo scopre in laboratorio mentre sta copiando la formula: tra i due vecchi nemici si riaccende una zuffa. Interviene anche Dan. Nel parapiglia, il laboratorio prende fuoco e Nan viene salvata dal suo ragazzo.
In ospedale, MacPherson, pentito, confessa tutto. Nan e Dan si possono sposare e il nome del vicolo, da Calvary Alley, cambia in quello di Cathedral Court.

## Produzione
Il film fu prodotto dalla Famous Players-Lasky Corporation.

## Distribuzione
Distribuito dalla Paramount Pictures e dalla Famous Players-Lasky Corporation, uscì nelle sale cinematografiche statunitensi nel 1918.